# Trump's Troll Army
Trump's Troll Army, en français armée des trolls de Trump, est le nom que se donnent des internautes favorables à Donald Trump, 45e président des États-Unis, qu'ils appellent le « Dieu-Empereur » (God Emperor), dans le but de le faire élire, en trollant Hillary Clinton et ses soutiens, piratant des lignes téléphoniques utilisées par les démocrates et créant de puissants mèmes, durant la campagne de l'élection présidentielle américaine de 2016.

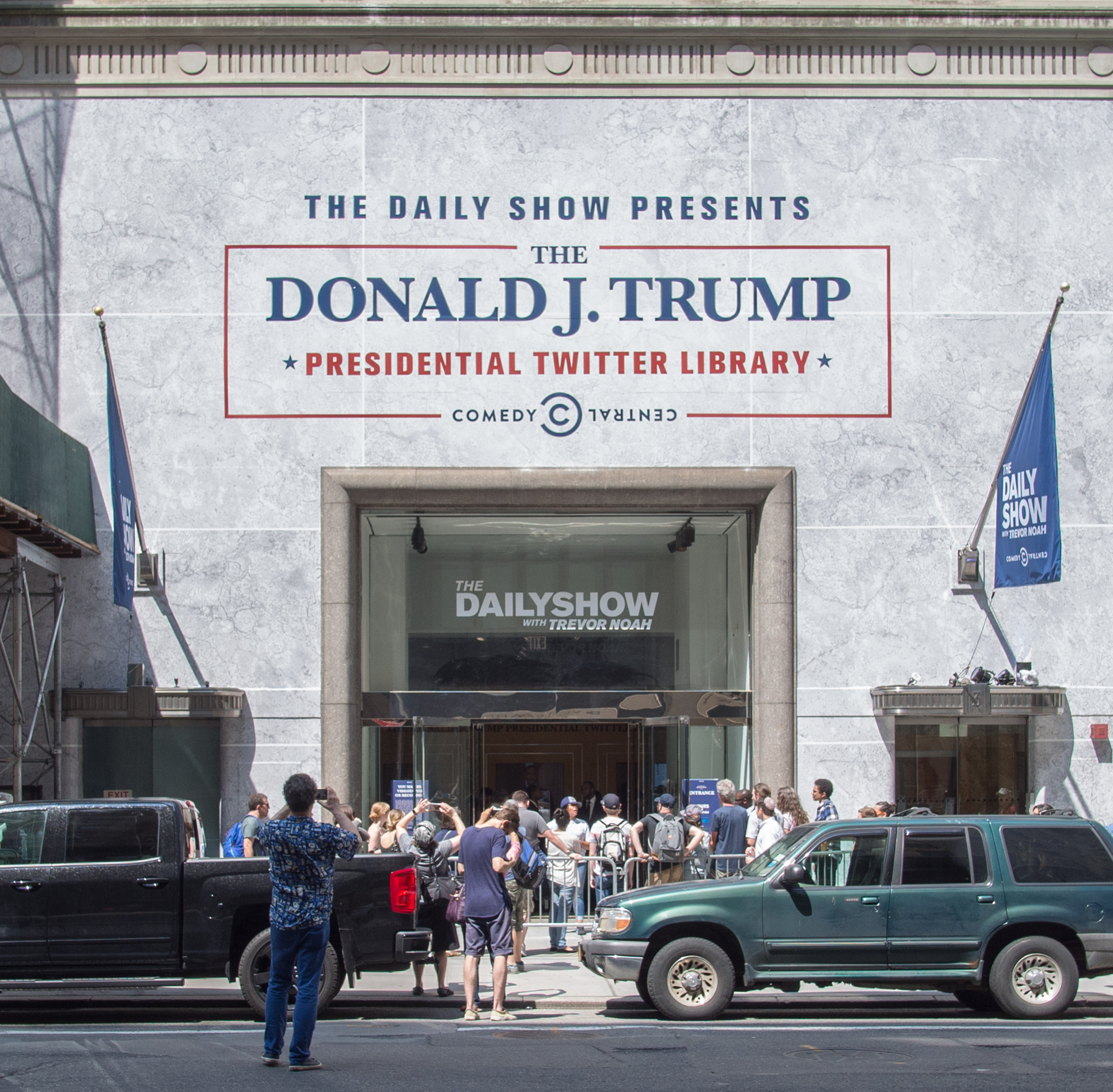
La Donald J. Trump Presidential Twitter Library, bibliothèque présidentielle temporaire à visée satirique ouverte à New York par The Daily Show dans le but d'exposer les messages que Donald Trump publie sur le réseau social Twitter, défendant son action, remerciant ses soutiens et attaquant ses détracteurs.

La Trump's Troll Army reste très active sur les sites 4chan, 8chan, Reddit et Twitter, notamment à nouveau en amont de l'élection présidentielle américaine de 2020. Cette nébuleuse est notamment à l'origine du Pizzagate,. L'influence réelle de ces internautes n'est pas encore évaluée avec précision.

## Histoire
En juillet 2015, le premier Pepe the Frog inspiré de Donald Trump est publié sur 4chan.
En octobre 2015, Donald Trump partage un tweet où apparaît Pepe the Frog devant un podium présidentiel. Un utilisateur du réseau social, pensant que Donald Trump n'a jamais entendu parler de Pepe the Frog, écrit que « c'est sans doute le meilleur tweet de 2015 et vous ne saurez même pas pourquoi ».
En août 2016, lors d'un discours donné par Hillary Clinton, un utilisateur de 4chan hurle « Pepe » pour perturber l'événement, qui est diffusé en direct sur YouTube.

## Composition
Sur le site Reddit, la page r/The_Donald (en), compte environ 267 000 abonnés.
Selon le journal Le Monde, la Trump's Troll Army serait composée de réactionnaires, nationalistes et suprémacistes blancs décomplexés, et selon le journal Libération, de fascistes d'alt-droite. D'après les statistiques rapportées par le site, le journal britannique The Sun situe les utilisateurs de 4chan comme étant majoritairement des hommes âgés entre 18 et 34 ans, d'un niveau universitaire, qui s'intéressent à la culture japonaise et aux jeux vidéo. 47 % des utilisateurs sont Américains, 8 % Britanniques et pour le reste Canadiens, Australiens, Allemands, Français, Suédois ou Néerlandais.
Les trolls gardent leur anonymat en utilisant des pseudonymes comme Steve Smith, un avocat de 40 ans qui vit en Floride, membre du mouvement du Tea Party et fervent activiste pro-Trump sur Twitter, ou comme Chepamec, un étudiant français « ancien mélenchonien passé à Le Pen » qui participe à la page The Donald sur Reddit pendant la campagne américaine et qui trolle dorénavant pour Marine Le Pen. Gionet, un pro-Trump actif, affirme qu'il convoque « de vastes armées de mèmes » pour Trump sur 4chan et le site 9GAG. Des hacktivistes se présentant comme faisant partie du collectif Anonymous prennent fait et cause pour le candidat Donald Trump en menaçant de dévoiler une supposée vidéo de Bill Clinton en train de violer une fille de 13 ans.
Toutefois, quelques trolls pro-Trump sont connus, comme le fondateur d'Oculus Rift, Palmer Luckey (sous le pseudonyme de NimbleRichMan), soupçonné d'être le mécène des trolls pro-Trump,, ou l'éditorialiste britannique pro-Trump Milo Yiannopoulos qui est selon The Verge, « l'un des pires trolls de Twitter ». Des utilisateurs de Twitter comme l'Américain Mike Cernovich (en) ou le Français Vivien Hoch se font connaître en soutenant Donald Trump sur Twitter,.

## Techniques

### Réveil de l'opinion publique
Des personnalités d’extrême-droite estiment que le développement d'une présence sur Internet est nécessaire pour décaler la fenêtre d'Overton et amener l’opinion publique à des prises de conscience fortes. Richard Spencer, résume la chose en disant que « Trump a été assimilé à un lamentable raciste et il a gagné. Toute la rhétorique du politiquement correct selon laquelle il suffit de vous traiter de raciste pour vous faire disparaître a été anéantie ».

### Opérations de manipulation du camp adverse

#### Diffusion de fausses informations
En plus d'avoir répandu des rumeurs comme celle du Pizzagate, qu'Hillary Clinton est morte et qu'elle a été remplacée par un sosie depuis son malaise,, les trolls pro-Trump ont fait croire, en se faisant passer pour des officiels démocrates, qu’il était possible de voter par SMS, que les électeurs devaient apporter au bureau de vote pas moins de sept documents, du livret de naissance à la carte de Sécurité sociale ou qu’il était possible de voter jusqu’au 9 novembre.

#### Trucages de sondages en ligne
Daniel Schneidermann dans le journal Rue89 affirme que « des trolls se sont mobilisés en masse pour voter pour le troll Trump » à des sondages en ligne « sur lesquels un même sondé peut cliquer dix ou cent fois, et où l’on peut même envoyer des robots voter à sa place ».

### Piratages informatiques
En octobre 2016, des utilisateurs de 4chan revendiquent le piratage du compte Apple de John Podesta, le directeur de campagne d’Hillary Clinton, clamant avoir effacé le contenu de son ordiphone et de sa tablette numérique.
Toujours en octobre 2016, un glitch a envahi la page d'accueil de Reddit de publications pro-Trump. Numerama rappelle que les « membres du groupe Reddit pro-Trump ont été soupçonnés plusieurs fois de doper leur page et sa popularité avec des votes artificiels pour avoir plus de visibilité » et se demande si ce n'est pas « l’une de leurs opérations de propagande qui aurait mal tourné ».
Un 4channer revendique en novembre des attaques par déni de service sur des outils utilisés par Hillary Clinton pour mener sa campagne, notamment TCN, un service d’appels téléphoniques.

### Cyberharcèlement

#### Insultes via les réseaux sociaux
En avril 2016, la journaliste Julia Ioffe (en) du magazine GQ, après avoir publié un article jugé trop critique sur Melania Trump, devient une cible des trolls pro-Trump. Ceux-ci postent des dessins de la journaliste où elle porte l'étoile jaune et un uniforme de camp de concentration et d'autres images antisémites. Julia Ioffe a également reçu plusieurs coups de téléphone anonymes dans lesquels on pouvait entendre des enregistrements de discours d'Hitler.

#### Provocation d'une crise d'épilepsie via Twitter
En octobre 2016, un twitto soutenant Donald Trump envoie à Kurt Eichenwald, un journaliste pro-Clinton qui souffre d'épilepsie, une vidéo contenant des stroboscopes qui ne l'atteint pas. Mais le 15 décembre 2016, Kurt Eichenwald reçoit sur son compte Twitter un Gif animé d'une image stroboscopique avec la phrase : « Tu mérites une crise d’épilepsie à cause de tes posts ». La femme du journaliste découvre son mari en crise d’épilepsie partielle.
Après une enquête approfondie, le FBI découvre que le suspect tweetait avec une carte SIM prépayée dans un téléphone jetable acheté en espèces et utilisait une fausse adresse mail. La compagnie de téléphone AT&T révèle que la carte SIM du suspect avait été utilisée aussi sur un ordiphone Apple. Apple, qui collabore régulièrement avec les autorités, transmet au FBI toutes les données du compte iCloud liées à cet ordiphone. C'est ainsi qu'un certain John Rayne Rivello, âgé de 29 ans, est arrêté dans le Maryland le 17 mars 2017.

## Impact sur l'élection
Facebook a joué un rôle peut-être décisif dans l'élection de Donald Trump en permettant aux internautes d'avoir accès à des informations uniquement conformes à leurs opinions, voire à des rumeurs sans contrepoids comme le Pizzagate, ce qui pousse le fondateur Mark Zuckerberg à apporter un démenti. En désaccord avec cette analyse, Rue89 affirme qu'elle n'est qu'« une façon facile de ne pas voir en face la réalité du vote Trump ».
Face à une étude de l'université d'Oxford qui affirme que les bots de conversation pro-Trump ont largement dominé ceux des pro-Clinton pendant la campagne présidentielle américaine ce qui a permis à Donald Trump de l'emporter, le porte-parole de Twitter, Nick Pacilio répond que « ceux qui affirment que les comptes de spam automatisé qui ont tweeté sur l’élection présidentielle ont influencé les points de vue des électeurs (…) sous-estiment clairement les électeurs et ne comprennent pas du tout comment Twitter fonctionne ».
Comme le souligne le journal Le Monde, il est impossible de savoir quelle a été l'influence réelle des internautes pro-Trump pendant cette campagne. Pour l'un des 4channers revendiquant ces actions, « nous avons réussi à faire élire un mème comme président ».

## Action pendant le mandat présidentiel de Donald Trump

### Trolling deHe will not divide us
He will not divide us est une performance de Shia LaBeouf contre l'élection de Donald Trump en tant que président des États-Unis dans laquelle des gens sont incitées à répéter la phrase « He will not divide us » devant une caméra et diffusée en direct sur Internet. Des militants pro-Trump trollent le projet jusqu'à ce que la Trump's Troll Army parvient à mettre un point final à cette performance engagée en dérobant le drapeau He will not divide us et le remplacent par une casquette Trump et un T-shirt Pepe the Frog.